# Flat coated retriever
Flat-coated retriever – jedna z ras psów, należąca do grupy psów aportujących, płochaczy i psów wodnych, zaklasyfikowana do sekcji psów aportujących. Typ wyżłowaty. Podlega próbom pracy.

## Rys historyczny
Pod koniec XIX wieku w Wielkiej Brytanii Shirley rozpoczął hodowlę Flat-coated retrievera. Aby uzyskać tę rasę psa krzyżował nowofundlandy, spaniele, setery i collie. W tamtejszych czasach flat był najpopularniejszym retrieverem. Kennel Club zarejestrował tę rasę w roku 1898, a w 1923 powstał pierwszy, oficjalny wzorzec rasy. Pierwotnie nazwa rasy brzmiała: wavy-coated retriver.

## Wygląd

### Budowa
- głowa: długa i dobrze uformowana
  - oczy: średniej wielkości, barwy ciemnokasztanowej lub orzechowej, o wyrazie bardzo inteligentnym (oko okrągłe, wypukłe jest uważane za poważną wadę). Oczy nie są ustawione skośnie
  - uszy: małe, dobrze osadzone, przylegające do głowy
- klatka piersiowa: głęboka i dość szeroka, dobrze zaznaczona w okolicy mostka. Żebra przednie są dość płaskie. Krzywizna ich zmienia się stopniowo. Silniej wysklepione są w środku, mniej w części tylnej klatki piersiowej
- ogon: krótki, nie kopiowany, prosty i dobrze osadzony, noszony wesoło, ale nigdy wyżej linii grzbietu

### Szata i umaszczenie
Włos jest gęsty, w dotyku cienki do średniego, dobrej jakości, płaski i gładki. Kończyny i ogon są dobrze porośnięte (frędzle). Umaszczenie występuje czarne i brązowe (wątrobiane). W miocie mogą pojawić się osobniki o umaszczeniu żółtym, jednakże nie są one dopuszczane do hodowli.

## Zachowanie i charakter
Flat-coated to pies inteligentny, bystry i bardzo przywiązany do człowieka. Szybko się uczy, ale dojrzewa później niż jego kuzyni. W stosunku do obcych psy tej rasy są ufne i nie nadają się na psy obronne. Z natury przyjacielski, w kontaktach z dziećmi jest delikatny i cierpliwy. Potrzebuje dużo ruchu i ciągłego zajęcia, jeśli nie zostanie to zaspokojone, może powodować u psa chęć zwrócenia na siebie uwagi domowników. Jest bardzo wesoły i łagodny. Posiada wrodzony instynkt łowiecki.  
Pies ten nie lubi przemocy i krzyku, a zwłaszcza samotności. Właściciel flata powinien być opanowany, spokojny i zrównoważony. Flatcoat nie powinien być twardo prowadzony, jest to pies o znikomej chęci do zdominowania członków rodziny, który potrzebuje ciepła i serdeczności ze strony właściciela.

## Użytkowość
Podstawową funkcją jaką pełnił kiedyś, to udział w polowaniach, przede wszystkim jako pies aportujący na ptactwo. Potrafi też dobrze tropić i płoszyć. Psem do towarzystwa stał się później.

## Zdrowie i pielęgnacja
Flat należy do psów odpornych, jednak występuje u niego dysplazja stawów łokciowych, biodrowych, zwichnięcie rzepki, choroby oczu i dość częste nowotwory. Potrzebuje wysokoenergetycznej karmy i starannego żywienia dostosowanego do trybu życia. Flat Coated Retriever wymaga zapewnienia mu odpowiednio dużej dawki ruchu i zajęcia intelektualnego. Pielęgnacja sierści powinna być systematyczna i powinna obejmować przede wszystkim wyczesywanie włosa.

## Popularność
W Polsce jest mało popularny i pozostaje w cieniu swoich kuzynów, Golden retrievera i Labrador retrievera.